# 1967 en photographie
| Années de la photographie : 1964 - 1965 - 1966 - 1967 - 1968 - 1969 - 1970    |
| Décennies de la photographie : 1930 - 1940 - 1950 - 1960 - 1970 - 1980 - 1990 |

Cet article présente les faits marquants de l'année 1967 en photographie.

## Événements
- Création en France de deux magazines consacrés à la photographie :
  - France Photographie par la Fédération photographique de France.
  - le bimestriel Photo par Daniel Filipacchi[1].

## Photographies notables

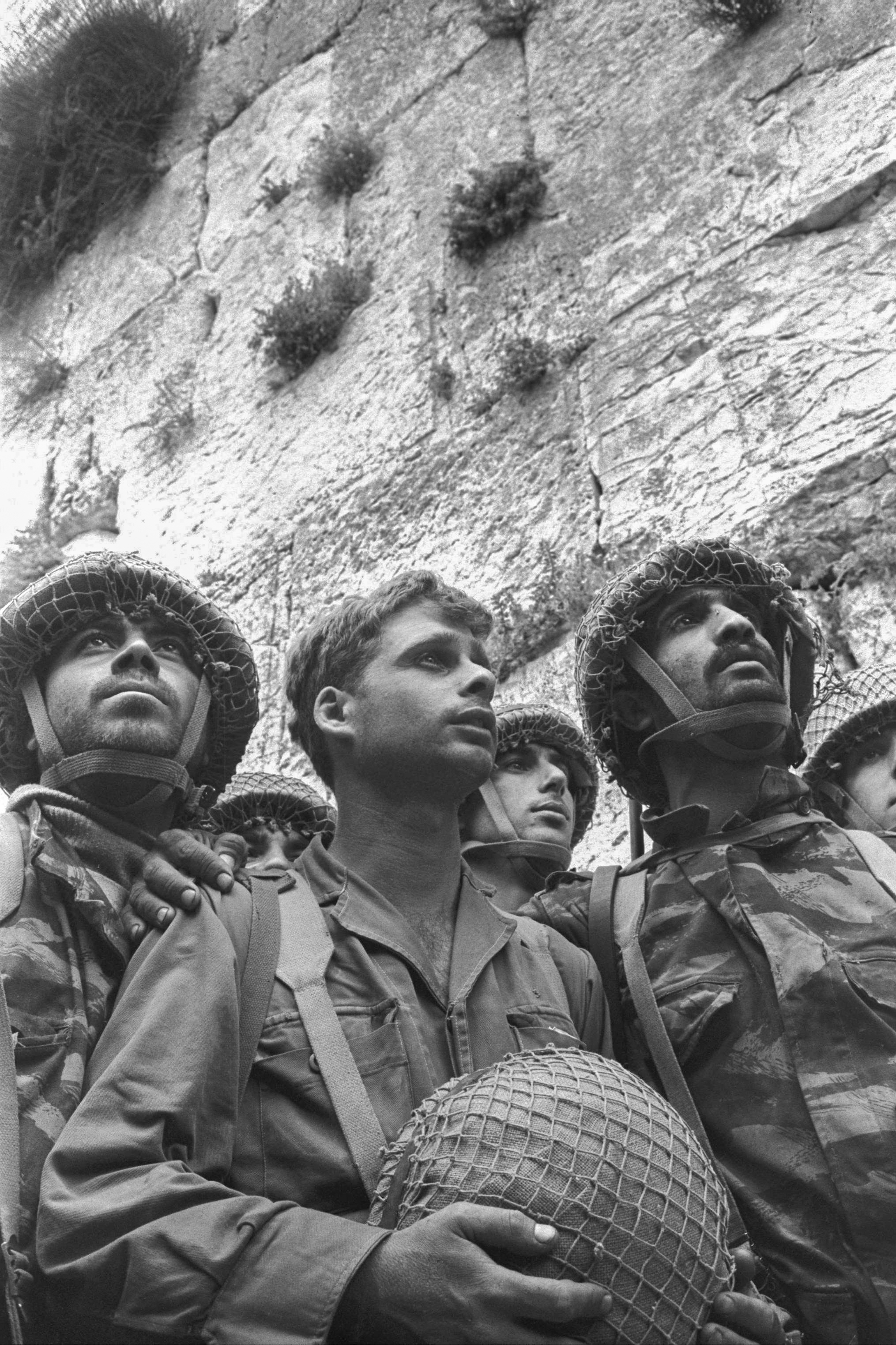
David Rubinger, Parachutistes devant le mur occidental à Jérusalem.

- Diane Arbus, Identical Twins, Roselle, New Jersey ou Jumelles identiques[2].
- 7 juin : David Rubinger, Parachutistes israéliens devant le mur occidental à Jérusalem, lors de la guerre des Six Jours[3].
- 21 octobre : Marc Riboud, La Fille à la fleur, photographie d'une manifestante tendant une fleur aux soldats lors d'une manifestation contre la guerre au Viêt Nam à Washington[4].
- La pochette de l'album Sgt. Pepper's Lonely Hearts Club Band des Beatles, réalisée par les artistes anglais Jann Haworth et Peter Blake, est conçue autour d'une photographie de Michael Cooper, sous la direction artistique du photographe américain Al Vandenberg[5].

## Livres de photographies
- (en) Germaine Krull, Tales from Siam, texte de Dorothea Melchers, Londres, Adventurers Club, 192 p.
- (en) Evelyn Hofer, Dublin: A Portrait, texte de Victor Sawdon Pritchett, Londres, Bodley Head, New York, Harper & Row[6].
- Janine Niépce, Réalité de l'instant, préface de Claude Roy, Lausanne, La Guilde du livre.

## Études, essais, articles
- Beaumont Newhall (trad. André Jammes), L'histoire de la photographie : depuis 1839 et jusqu'à nos jours, Paris, Le Bélier-Prisma, 216 p. (traduction de : The history of photography from 1839 to the present day, New York, The Museum of Modern Art, 1949)[7].

## Expositions
- 26 avril - 16 juillet : A European Experiment, Museum of Modern Art (MoMA), New York : photographies de Jean-Pierre Sudre, Pierre Cordier et Denis Brihat[8].

- juin - juillet : Tendances de la jeune photographie française, Bibliothèque nationale, Galerie Mansart, Paris

parmi les photographes présentés : Bruno Barbey, Henri de Chatillon, Jean-Marie Chourgnoz, André Martin, Claude Sauvageot, Jeanloup Sieff, Jacques Windenberger.
- New Documents, exposition organisée par John Szarkowski au Museum of Modern Art (MoMA) de New York. Elle présente des photos de Diane Arbus, Lee Friedlander et Garry Winogrand, et introduit le style documentaire dans le musée new yorkais.
- Cornell Capa organise à New York l'exposition The Concerned Photographer, consacrée à des photographes qui utilisent la photographie pour éduquer et changer le monde, pas juste pour l’enregistrer ; Capa définit les images de la concerned photography comme des « images in which a genuine human feeling predominates over commercial cynicism or disinterested formalism [images dans lesquelles les sentiments humains authentiques priment sur le cynisme commercial ou un formalisme indifférent] »[10].
- Rétrospective de l'œuvre de Germaine Krull, organisée à Paris par Henri Langlois à la Cinémathèque française[11].

## Récompenses et distinctions

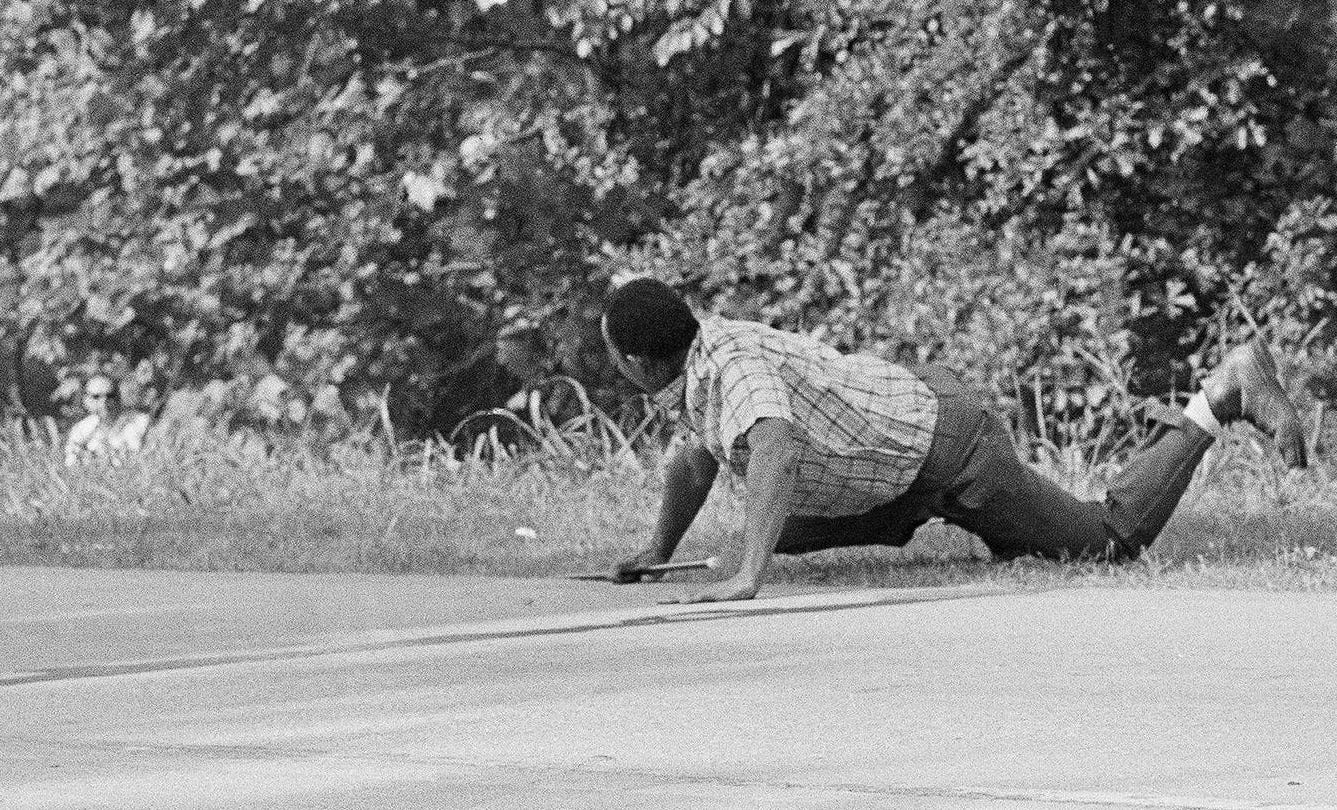
Jack R. Thornell, James Meredith, militant noir des droits civiques, qui vient d'être blessé par un sniper blanc sur une route du Missisipi. Photographie qui a obtenu le Prix Pulitzer de photographie

- Prix Niépce : Pierre et Dorine Berdoy.
- Prix Nadar : Erich Lessing, L'Odyssée : l'épopée d'Homère racontée en images, Paris, éditions Hatier.
- Prix Pulitzer de photographie : Jack R. Thornell (en), pour la photographie représentant James Meredith, militant noir américain des droits civiques, sans arme ni protection, qui vient d'être blessé le 6 juin 1966 par les tirs d'un sniper blanc lors de la Marche contre la peur qu'il avait initiée.
- Prix Robert Capa Gold Medal : David Douglas Duncan.
- Prix George-Polk : Catherine Leroy.
- Médaille David-Octavius-Hill : Paul Strand.
- Prix culturel de la Société allemande de photographie : Henri Cartier-Bresson et Edwin Herbert Land.
- World Press Photo of the Year : Co Rentmeester, pour une photographie de la guerre du Viêt Nam ; le commandant d'un char M48 Patton regarde par la lentille : c'est la première photographie en couleur à gagner le prix[12].

## Naissances
- 3 avril : Jaana Partanen, photographe finlandaise.
- 8 avril : Kate Barry, photographe portraitiste britannique, active à Paris, morte le 11 décembre 2013.
- 20 avril : Maja Bajević, photographe et vidéaste bosnienne.
- 11 mai : Elger Esser, photographe allemand.
- 6 juin : Laurence Leblanc, photographe française, lauréate en 2016 du prix Niépce.
- 26 juin : Carina Appel, photographe et photojournaliste finlandaise, morte le 7 avril 2012.
- 1er juillet : Olivier Staub, réalisateur et photographe publicitaire canadien.
- 29 août : Jiří Růžek, photographe tchèque.
- 3 septembre : Michael Ackerman, photographe israélien de l'agence Vu, actif aux États-Unis.
- 22 septembre : Jean Revillard, photographe suisse, mort le 3 janvier 2019.
- 23 novembre : Brice Fleutiaux, journaliste et reporter-photographe indépendant français, mort le 25 avril 2001.

- Date précise inconnue ou non renseignée :
  - Șerban Bonciocat, photographe roumain, spécialisé dans la photographie d'architecture.
  - Marie Bovo, photographe française active en Espagne.
  - Mikiko Hara, photographe japonaise.
  - Régine Mahaux, photographe belge.
  - John Moore, photo-journaliste et correspondant de guerre américain, lauréat d’un Prix Pulitzer en 2005, du Prix Robert Capa Gold Medal en 2007 et du prix World Press Photo of the Year en 2019.
  - Paul-Louis Roubert, historien de la photographie français.
  - Wang Tong, photographe chinois.

## Décès en 1967
- 21 février : Bernard B. Fall, historien et photographe correspondant de guerre franco-américain, né le 11 novembre 1926.
- 23 mars : Sanne Sannes, photographe néerlandais, né le 19 mars 1937.
- 27 mars : Malcolm Arbuthnot, photographe et peintre britannique, né en 1877.
- 6 juin : Ergy Landau, photographe française d’origine hongroise, morte le 19 juin 1896.
- 14 juin : Hein Gorny (de), photographe allemand, lié au mouvement de la Nouvelle objectivité, né le 21 avril 1904.
- 27 septembre : Fred Stein, photographe allemand naturalisé américain, né le 3 juillet 1909.

- Date précise inconnue ou non renseignée :
  - Francisco Marí, photographe espagnol, né le 22 juillet 1888.
  - Jean-Adolphe Michel, photographe et collectionneur d'art suisse, né le 15 janvier 1878.

## Célébrations
Centenaire de naissance
- Harry Buckwalter
- Paolo Ciulla
- James Ambrose Cutting
- Franz Deutmann
- Eugène Druet
- Henri Gaden
- Gaston Liégeard
- Henri d'Orléans
- Emma Louisa Turner
- Robert Wilson Reford

Centenaire de décès
- Jean César Adolphe Neurdein
- Gustave Souquet
- Antoine Claudet